# 布拉格國家劇院
布拉格國家劇院（捷克語：Národní Divadlo）是位於捷克首都布拉格的一座劇院，是代表捷克歷史和藝術的建築物。由捷克具代表性的藝術家創建並維持。今日的國家劇院提供歌劇、芭蕾及話劇演出。國家劇院的建設資金始建於1868年，建設資金系來自捷克全體國民募款。1881年，國家劇院正式開幕，但在開幕當天發生火災。之後國家劇院又在1883年重新開幕。

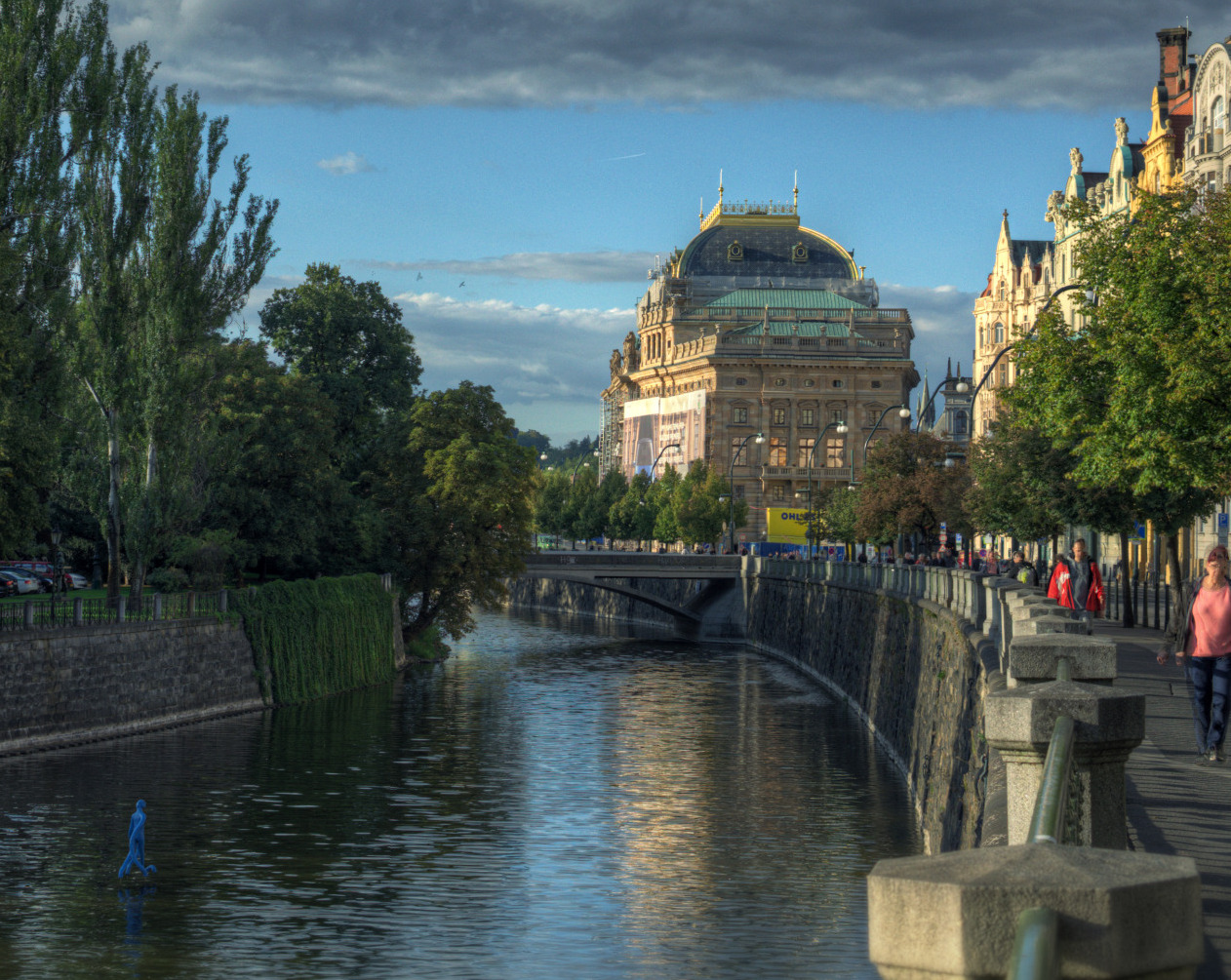
国家剧院

## 外部連結
- 官方網站 （页面存档备份，存于）